# Texas Medical Center

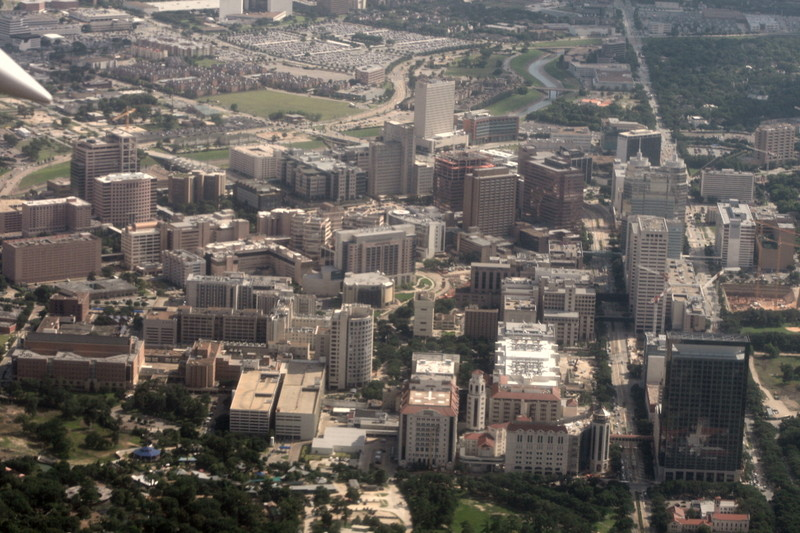
Vue aérienne du Texas Medical Center.

Le Texas Medical Center est une institution de santé regroupant des cliniques, des hôpitaux, des laboratoires de recherche et des écoles de médecine à Houston (Texas). Il est considéré comme le plus grand quartier médical du monde (largest medical district in the world). Il se compose de 45 institutions dont :
- 13 hôpitaux et cliniques
- 2 institutions spécialisées
- deux écoles de médecine
- quatre écoles de puériculture
- des écoles de dentisterie, santé publique, pharmacie

Il reçoit chaque année plus de dix millions de patients, parmi lesquels des dizaines de milliers d'étrangers. En 2021, il employait plus de 106 000 personnes dont 4 000 médecins. Il se trouve à côté de l'université Rice, d'Hermann Park, de Reliant Park et du Museum District.